# 安部千太郎
安部 千太郎（あべ せんたろう、1891年(明治24年)1月19日 - 1979年(昭和54年)1月26日）は、明星団の組織者である。
1891年（明治24年）、宮城県の農家に生まれる。尋常小学校4年で、1年生の助教を務めた。仙台中学校に在学中にハンセン病を患い退学する。
1898年（明治31年）に上京し、外国語学校でドイツ語を学んだ。外国語学校在学中の1901年（明治34年）に日本メソジスト教会牧師の高木壬太郎とH・H・コーツから洗礼を受ける。1903年（明治36年）に外国語学校を退学し、棄教して放浪生活を送った。
1906年（明治39年）に前川忠次郎に導かれ、1907年（明治40年）には信仰を回復する。1908年（明治41年）、山形県楯岡（村山市楯岡）に出入りし、1910年（明治43年）より柏木聖書学院で半年間聴講し、1911年（明治44年）から4年間伊豆大島で保養したのち、1914年（大正3年）より東京で病者伝道を始める。病者団体として明星団を組織する。
1917年（大正6年）に東京田端へ転居し、1921年（大正10年）に草津温泉に移って各地を巡回伝道した。